# Гавришівська волость
Гавришівська  волость — історична адміністративно-територіальна одиниця Вінницького повіту Подільської губернії з центром у селі Гавришівка.
Станом на 1885 рік складалася з 26 поселень, 22 сільських громад. Населення — 12989 осіб (7200 чоловічої статі та 7053 — жіночої), 1779 дворових господарства.
|                     | Площа, десятин | У тому числі орної, дес. |
| ------------------- | -------------- | ------------------------ |
| Сільських громад    | 15733          | 10740                    |
| Приватної власності | 9580           | 5073                     |
| Іншої власності     | 757            | 524                      |
| Загалом             | 26070          | 16337                    |

Основні поселення волості:
- Гавришівка — колишнє державне село при струмкові за 12 верст від повітового міста, 946 осіб, 103 дворових господарства, православна церква, школа, постоялий будинок, лавка. За 8 версти — паровий млин.
- Великі Крушлинці — колишнє державне село при урочищі Калитка, 1000 осіб, 144 дворових господарства, православна церква, школа, постоялий будинок, 2 лавки.
- Гуменне — колишнє власницьке село, 428 осіб, 61 дворове господарство, православна церква, постоялий будинок.
- Козинці — колишнє власницьке село, 570 осіб, 83 дворових господарства, православна церква, школа, постоялий будинок, цегельний завод.
- Косаківка — колишнє власницьке село при урочищі Кобильна, 328 осіб, 42 дворових господарства, православна церква, постоялий будинок, водяний млин.
- Коханівка — колишнє власницьке село, 604 особи, 98 дворових господарств, православна церква, школа, постоялий будинок, 2 лавки, водяний млин.
- Малі Крушлинці — колишнє власницьке село при урочищі Хомутна, 1443 особи, 208 дворових господарств, православна церква, католицька каплиця, школа, постоялий будинок, лавка.
- Мелешківська Лука — колишнє власницьке село, 1207 осіб, 159 дворових господарств, православна церква, 2 постоялих будинки, 2 водяних млини.
- Парпурівці — колишнє власницьке село при річці Батіг, 313 осіб, 25 дворових господарств, православна церква, школа, постоялий будинок.
- Пеньківка — колишнє власницьке село, 510 осіб, 84 дворових господарств, постоялий будинок, водяний млин.
- Писарівка — колишнє власницьке село, 829 осіб, 95 дворових господарств, православна церква, школа, постоялий будинок, водяний млин.
- Сиваківці — колишнє власницьке село при річці Десна, 501 особа, 71 дворове господарство, православна церква, школа, постоялий будинок.
- Сокиринці — колишнє власницьке село, 942 особи, 90 дворових господарств, православна церква, постоялий будинок.
- Солов'ївка — колишнє власницьке село, 135 осіб, 22 дворових господарства, православна церква, постоялий будинок.
- Телепеньки — колишнє власницьке село при струмкові, 731 особа, 84 дворових господарства, православна церква, католицька каплиця, постоялий будинок.
- Хижинці — колишнє власницьке село, 900 осіб, 94 дворових господарства, православна церква, школа, постоялий будинок.
- Щітки — колишнє власницьке село, 510 осіб, 122 дворових господарства, постоялий будинок.